# 紫腹細鰩
紫腹細鰩（學名：Rajella purpuriventralis），為軟骨魚綱鰩目鰩科鰩屬的一種，分布於中西大西洋墨西哥灣北部與南美洲的北海岸海域，深度922-1260公尺，體長可達50公分，棲息在大陸坡，為底棲性魚類，肉食性，卵生，生活習性不明。